# Domantas Sabonis
Domantas Sabonis (Portland, 3 de maio de 1996) é um jogador de basquetebol profissional lituano-americano que atualmente joga pelo Sacramento Kings na NBA. Ele nasceu em Portland, enquanto seu pai, Arvydas Sabonis, jogava no Portland Trail Blazers.
Sabonis foi selecionado pelo Orlando Magic no Draft da NBA de 2016 como a 11ª escolha geral, mas foi negociado na mesma noite com o Oklahoma City Thunder.

## Início de carreira
Apesar de ter apenas 16 anos, em 5 de setembro de 2012, Sabonis estreou pela Unicaja Málaga da Liga Espanhola de Basquetebol. Depois, ele foi emprestado ao Clínicas Rincón para a temporada de 2012–13. Ele voltou ao Málaga para a temporada de 2013–14 e estreou na Liga ACB em 13 de outubro de 2013, tornando-se o jogador mais jovem da Unicaja a estrear na ACB (17 anos, 5 meses e 10 dias).
Em fevereiro de 2014, ele terminou no Top 10 da votação para o Prêmio de Jogador Jovem Europeu da FIBA Europa de 2013.
Em 10 de maio, Sabonis ajudou a equipe júnior da Unicaja a ganhar a medalha de prata da Liga Jovem de Basquete da Espanha. No jogo final, ele registrou 14 pontos e oito rebotes.
Durante seu tempo na Unicaja, ele nunca assinou um contrato profissional com salário para permanecer elegível para a NCAA.

## Carreira universitária

### Temporada de calouro
Sabonis recusou uma oferta da Unicaja de um contrato de US $ 630.000 por 3 anos para jogar na NCAA. Ele se comprometeu com a Universidade Gonzaga antes da temporada de 2014-15.
Em 14 de novembro de 2014, Domantas Sabonis estreou solidamente registrando 14 pontos, oito rebotes e duas assistências em 20 minutos.
Em 10 de março, Gonzaga derrotou BYU por 91-75 e conquistou o título do torneio da WCC pela terceira vez consecutiva. Sabonis foi um dos melhores jogadores do jogo com 15 pontos e 6 rebotes.
Durante o Torneio da NCAA, Gonzaga venceu a UCLA para chegar ao Elite Eight, a primeira final regional de Gonzaga com Mark Few como treinador. Sabonis marcou 12 pontos e pegou 8 rebotes durante o jogo. A temporada terminou com uma derrota para os futuros campeões Duke por 66-52.
Em sua primeira temporada na NCAA, Sabonis jogou em 38 jogos e obteve uma média de 9,7 pontos, 0.9 assistências e 7.1 rebotes em 21.6 minutos.
Em 4 de abril, Few disse à ESPN que Sabonis planejava voltar para sua segunda temporada em Gonzaga, acrescentando que ele nunca considerou seriamente se declarar o Draft da NBA de 2015.

### Segundo ano
Em 13 de agosto de 2015, a ESPN colocou Sabonis na 20ª posição no ranking de jogadores da NCAA na temporada 2015-16, descrevendo-o como "um dos melhores e mais ousados reboteiros do país".
Sabonis começou sua segunda temporada na NCAA com um excelente desempenho de 26 pontos e 7 rebotes em uma vitória de 91-52 sobre Northern Arizona. Em 19 de dezembro, Sabonis estabeleceu uma novo recorde pessoal em pontos e rebotes, marcando 36 pontos e somando 16 rebotes; sua equipe venceu 86-79. 
Em 9 de janeiro, Sabonis melhorou seu recorde de rebotes ao pegar 17 rebotes e adicionou 28 pontos, 3 roubadas de bola, 3 bloqueios e 4 assistências, sua equipe venceu 85-74. Após o jogo, o técnico dos Bulldogs, Mark Few, disse: "Sabonis, nenhum de nós pode dar como certo o tipo de ano que ele está tendo... Essa consistência, é incrível".
Em 21 de janeiro, ele quase teve um triplo-duplo com 17 pontos, 13 rebotes e 7 assistências. Dois dias depois, ele registrou 20 rebotes.
Em 17 de março, Sabonis começou sua segunda aparição no Torneio da NCAA, liderando sua equipe a vitória sobre o Seton Hall por 68-52 na primeira rodada, registrando 21 pontos, 16 rebotes e 4 assistências. Em 19 de março, ele ajudou sua equipe a avançar para a fase Sweet 16 registrando 19 pontos, 10 rebotes, 3 assistências e 2 roubadas de bola, vencendo Utah por 82–59. Apesar de seu desempenho monstruoso de 19 pontos, 17 rebotes e 5 bloqueios em 25 de março, sua jornada foi interrompida pelo Syracuse Orange durante os momentos finais da partida, perdendo de 60-63.
Em sua segunda temporada na NCAA, Sabonis quase dobrou todas as suas linhas estatísticas em comparação com a temporada anterior. Ele jogou em 36 jogos e obteve uma média de 17.6 pontos, 1.8 assistências e 11.8 rebotes em 31.9 minutos.
| Recrutamento | Recrutamento                                          | Recrutamento                       | Recrutamento | Recrutamento | Recrutamento        |
| Nome | Cidade Natal                                          | Escola / Universidade              | Altura       | Peso         | Data                |
| --- | ----------------------------------------------------- | ---------------------------------- | ------------ | ------------ | ------------------- |
| Domantas Sabonis PF | Portland, Oregon                                      | Sunny View School / Unicaja Malaga | 2.08 m       | 95 kg        | 17 de Abril de 2014 |
| Domantas Sabonis PF | Recrutamento: Scout: N/A Rivals: 247Sports: ESPN: N/A |                                    |              |              |                     |
| - Nota: Em muitos casos, Scout, Rivals, 247Sports e ESPN podem entrar em conflito em suas listas de altura e peso. Nesses casos, a média foi calculada. As notas da ESPN estão em uma escala de 100 pontos. - Fonte: |                                                       |                                    |              |              |                     |

## Carreira profissional

### Preparação para o draft
No início de abril de 2016, várias reportagens da mídia dos EUA indicaram que ele se declararia elegível para o Draft da NBA de 2016 e contrataria um agente, marcando o fim de sua carreira em Gonzaga.
Antes do draft, ele rejeitou a oferta de participar do NBA Draft Combine. Em vez disso, ele participou de quatro treinos preliminares com o Phoenix Suns, Toronto Raptors, Boston Celtics e o Utah Jazz.

### Oklahoma City Thunder (2016-2017)
Sabonis foi selecionado pelo Orlando Magic no Draft da NBA de 2016 como a 11ª escolha geral. Ele foi negociado com o Oklahoma City Thunder junto com Ersan İlyasova e Victor Oladipo por Serge Ibaka na noite de draft. Em 12 de agosto de 2016, ele assinou seu contrato de novato com o Thunder.
Ele estreou no Thunder na estréia da temporada como titular registrando cinco pontos e quatro rebotes em 16 minutos em uma vitória por 103-97 sobre o Philadelphia 76ers. Ele se tornou o primeiro jogador do Thunder a estrear como titular desde Kevin Durant. 
Em 7 de novembro, ele registrou 15 pontos e 10 rebotes em uma vitória de 97-85 sobre o Miami Heat. Em 23 de dezembro, ele marcou 20 pontos em uma vitória de 117-112 sobre o Boston Celtics.
Sabonis passou a ser reserva no início de março, após a aquisição da Taj Gibson no prazo comercial. Em sua temporada de estréia, ele foi titular em 66 dos 81 jogos.
Thunder se classificou para os playoffs da NBA como a sexta melhor campanha mas eles foram eliminados pelo Houston Rockets na primeira rodada; Sabonis jogou apenas seis minutos na série.
Em sua primeira temporada, ele jogou em 81 jogos e obteve uma média de 5.9 pontos, 1.0 assistências e 3.6 rebotes em 20.1 minutos.

### Indiana Pacers (2017–Presente)

#### Temporada de 2017-18
Em 6 de julho de 2017, Sabonis foi negociado, juntamente com Victor Oladipo, para o Indiana Pacers em troca de Paul George. Devido a troca inesperada, ele não apenas perdeu a Summer League de 2017, mas também foi impedido de representar a Seleção Lituana no EuroBasket de 2017.
Em sua estréia pelos Pacers na estréia da temporada em 18 de outubro, Sabonis registrou 16 pontos e sete rebotes na vitória de 140–131 sobre o Brooklyn Nets. Em 29 de outubro, ele registrou 22 pontos e 12 rebotes em uma vitória de 97-94 sobre o San Antonio Spurs. Dois dias depois, ele registrou 16 rebotes, além de 12 pontos e cinco assistências na vitória por 101-83 sobre o Sacramento Kings.
Participando do NBA Rising Stars Challenge de 2018, Sabonis registrou 13 pontos, 11 rebotes e três assistências para ajudar o Team World a derrotar o Team USA por 155-124. 
No Jogo 5 da série de playoffs dos Pacers contra o Cleveland Cavaliers na primeira rodada, Sabonis marcou 22 pontos em uma derrota de 98-95.
Em sua primeira temporada nos Pacers, ele jogou em 74 jogos e obteve uma média de 11.6 pontos, 2.0 assistências e 7.7 rebotes em 24.5 minutos.

#### Temporada de 2018-19

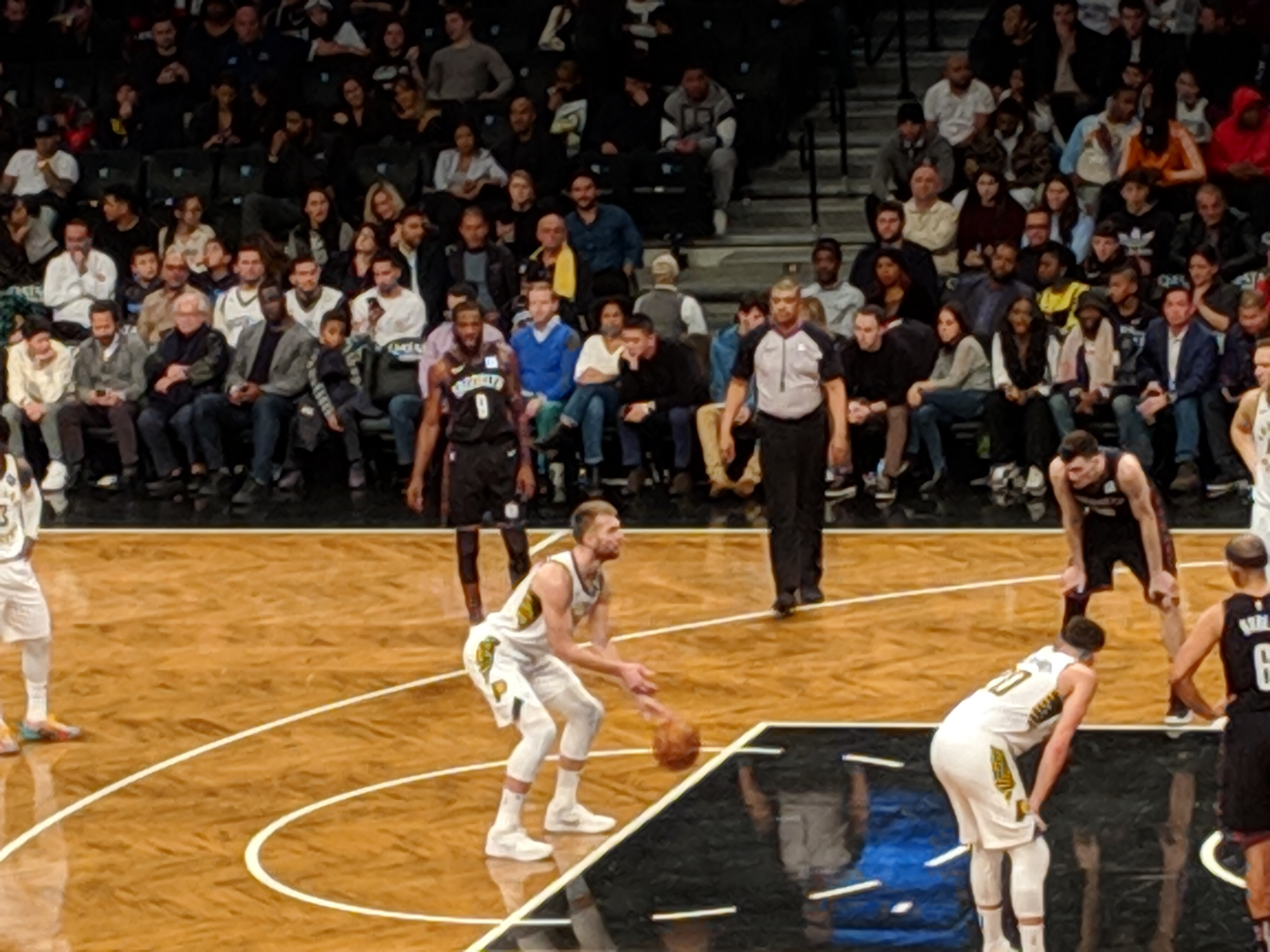
Sabonis na linha de lance livre em dezembro de 2018

Em 26 de setembro de 2018, os Pacers ativaram a opção de renovação no contrato de Sabonis.
Em 31 de outubro, ele marcou 30 pontos em uma vitória por 107-101 sobre o New York Knicks. Em 19 de novembro, ele registrou 19 pontos, nove rebotes e nove assistências em uma vitória por 121-94 sobre o Utah Jazz.
Em dezembro de 2018, ele foi escolhido como o Jogador Lituano do Ano pela Federação Lituana de Basquete.
Nessa temporada, ele jogou em 74 jogos e obteve uma média de 14.1 pontos, 2.9 assistências e 9.3 rebotes em 24.8 minutos.

#### Temporada de 2019-20
Em 21 de outubro de 2019, um dia antes do início da temporada de 2019-20, Sabonis assinou uma extensão de contrato de quatro anos com os Pacers.
Em 9 de dezembro, Sabonis registrou um novo recorde da carreira com 22 rebotes em uma derrota por 110-99 contra o Los Angeles Clippers.
Em dezembro de 2019, ele foi escolhido o Jogador Lituano do Ano pelo segundo ano consecutivo.
Em 15 de dezembro de 2019, Sabonis conseguiu seu 12º duplo duplo consecutivo e bateu o recorde anterior dos Pacers de mais duplos-duplos consecutivos, realizado por Troy Murphy em 2009. Em 21 de janeiro de 2020, Sabonis se tornou o primeiro lituano na história da NBA a registrar um triplo-duplo com 22 pontos, 15 rebotes e 10 assistências na vitória por 115-107 sobre o Denver Nuggets. Em 26 de janeiro, ele registrou seu segundo triplo-duplo com 27 pontos, 14 rebotes e 11 assistências, o recorde de sua carreira.
Em 30 de janeiro, Sabonis foi escolhido para o All-Star Game da NBA de 2020 após ter médias de 18 pontos, 12,8 rebotes, 4,6 assistências e se tornou apenas o segundo lituano a ser escolhido para o All-Star Game, sendo o outro Žydrūnas Ilgauskas. No jogo, ele jogou 19 minutos e registrou 2 pontos e 6 rebotes ajudando o Team LeBron a vencer por 157-155.
Sabonis participou do NBA 2K Players Tournament durante a pandemia do coronavírus, jogando contra Montrezl Harrell no NBA 2K20 com seus respectivos times de basquete. Os Pacers terminaram como a 4ª melhor campanha da Conferência Leste com um recorde de 45-28 depois de se classificar na "bolha" de Orlando. Sabonis não participou depois de deixar a equipe em julho para tratar de uma fascite plantar no pé esquerdo. Sabonis se concentrou na reabilitação e não foi adicionado ao elenco ativo dos Pacers nos playoffs durante a derrota por 4-0 na primeira rodada contra o Miami Heat. Sem jogar uma partida desde a paralisação da NBA em março, ele terminou com médias de 18,5 pontos, 12,4 rebotes e 5,0 assistências. Em novembro de 2020, ele foi escolhido como Jogador do Ano da Lituânia pelo terceiro ano consecutivo.

#### Temporada de 2020-21
Em 23 de dezembro de 2020, Sabonis começou a temporada de 2020-21 registrando 32 pontos, 13 rebotes, cinco assistências e um roubo de bola e levou sua equipe a uma vitória por 121-107 contra o New York Knicks. Em 27 de dezembro de 2020, Ele conseguiu 19 pontos e 10 rebotes em uma vitória por 108-107 sobre o Boston Celtics. Em 9 de janeiro de 2021, Sabonis registrou 28 pontos, 22 rebotes e 4 assistências (desta forma, ele se tornou o primeiro jogador dos Pacers a ter um duplo-duplo de pelo menos 20 pontos e 20 rebotes em 3 quartos), mas sua equipe perdeu por 125-117 para o Phoenix Suns.
Em 22 de janeiro de 2021, Sabonis registrou 18 pontos, 11 rebotes, nove assistências e 5 roubos de bola e seu time venceu por 120-118 contra o Orlando Magic. Em 3 de fevereiro de 2021, ele registrou 33 pontos, 12 rebotes e seis assistências em apenas 3 quartos. No entanto, seu time perdeu para o Milwaukee Bucks por 110-130. Em 17 de fevereiro de 2021, Sabonis teve um triplo-duplo de 36 pontos, 17 rebotes e dez assistências, levando seu time a uma vitória de 134–128 contra o Minnesota Timberwolves (desta forma, ele se tornou o primeiro jogador dos Pacers teve pelo menos 30 pontos, 15 rebotes e dez assistências em um único jogo da NBA). Em 26 de fevereiro, ele foi nomeado para o All-Star Game, como um substituto do lesionado Kevin Durant.

## Carreira na seleção

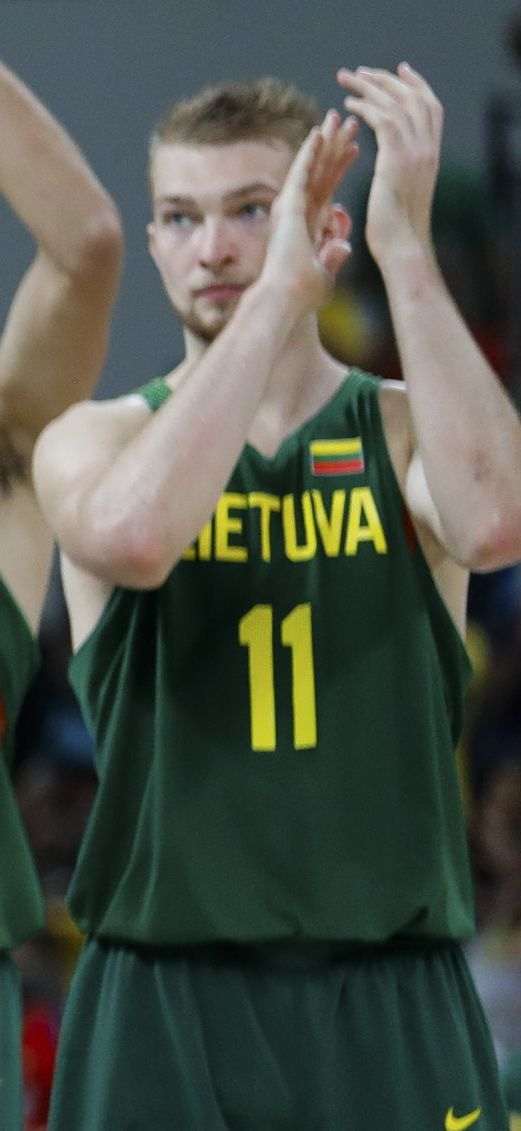
Sabonis com a Seleção da Lituânia durante as Olimpíadas de 2016.

Em 15 de julho, participando do EuroBasket Sub-20 de 2015, Sabonis alcançou o recorde de mais rebotes em um jogo nos torneios juvenis ao pegar 28, ao fazer isso, ele também levou os lituanos à vitória contra a Ucrânia por 70-57.
Em 29 de julho, Sabonis estreou na Seleção Lituana durante o jogo contra a Austrália registrando 4 pontos e 7 rebotes. Ao fazer isso, ele imediatamente se tornou o lituano mais jovem de todos os tempos a jogar. Anteriormente, o recorde era de Jonas Valančiūnas que jogou aos 19 anos e 3 meses de idade. Sabonis tinha 19 anos, 2 meses e 26 dias de idade.
Após o sólido desempenho nessa idade, Sabonis representou a Lituânia no EuroBasket de 2015 e ganhou uma medalha de prata. Ele também foi membro da equipe da Lituânia durante os Jogos Olímpicos de Verão de 2016, onde obteve média de 5,5 pontos e 4,5 rebotes.

## Estatísticas na NBA

### NBA

#### Temporada regular
| Ano      | Equipe     | PJ  | PT  | MPJ  | AP   | 3P   | LL   | RT   | AS  | BR  | TO | PPJ  |
| -------- | ---------- | --- | --- | ---- | ---- | ---- | ---- | ---- | --- | --- | -- | ---- |
| 2016–17  | Thunder    | 81  | 66  | 20.1 | .399 | .321 | .657 | 3.6  | 1.0 | .5  | .4 | 5.9  |
| 2017–18  | Indiana    | 74  | 19  | 24.5 | .514 | .351 | .750 | 7.7  | 2.0 | .5  | .4 | 11.6 |
| 2018–19  | Indiana    | 74  | 5   | 24.8 | .590 | .529 | .715 | 9.3  | 2.9 | .6  | .4 | 14.1 |
| 2019–20  | Indiana    | 62  | 62  | 34.8 | .540 | .254 | .723 | 12.4 | 5.0 | .8  | .5 | 18.5 |
| 2020–21  | Indiana    | 62  | 62  | 36.0 | .535 | .321 | .732 | 12.0 | 6.7 | 1.2 | .5 | 20.3 |
| 2021–22  | Indiana    | 47  | 46  | 34.7 | .580 | .324 | .740 | 12.1 | 5.0 | 1.0 | .5 | 18.9 |
| 2021–22  | Sacramento | 15  | 15  | 33.6 | .554 | .235 | .743 | 12.3 | 5.8 | .9  | .3 | 18.9 |
| Carreira | Carreira   | 415 | 275 | 28.4 | .534 | .319 | .728 | 9.2  | 3.6 | .7  | .4 | 14.4 |
| All-Star | All-Star   | 2   | 0   | 18.5 | .333 | ―    | .500 | 3.5  | .5  | .0  | .0 | 2.0  |

#### Playoffs
| Ano      | Equipe   | PJ | PT | MPJ  | AP   | 3P   | LL    | RT  | AS  | BR | TO | PPJ  |
| -------- | -------- | -- | -- | ---- | ---- | ---- | ----- | --- | --- | -- | -- | ---- |
| 2017     | Thunder  | 2  | 0  | 3.0  | .000 | .000 | 1.000 | 1.0 | .0  | .5 | .5 | 2.0  |
| 2018     | Indiana  | 7  | 0  | 23.7 | .581 | .143 | .778  | 4.6 | .7  | .1 | .3 | 12.4 |
| 2019     | Indiana  | 4  | 0  | 24.0 | .414 | .250 | .643  | 7.3 | 4.0 | .8 | .3 | 8.5  |
| Carreira | Carreira | 13 | 0  | 16.9 | .331 | .131 | .807  | 4.3 | 1.5 | .4 | .3 | 7.6  |

### Universitário
| Ano      | Equipe   | PJ | PT | MPJ  | AP   | 3P   | LL   | RT   | AS  | BR  | TO  | PPJ  |
| -------- | -------- | -- | -- | ---- | ---- | ---- | ---- | ---- | --- | --- | --- | ---- |
| 2014–15  | Gonzaga  | 38 | 1  | 21.6 | .668 | .000 | .664 | 7.1  | 0.9 | 0.4 | 0.3 | 9.7  |
| 2015–16  | Gonzaga  | 36 | 31 | 31.9 | .611 | .357 | .769 | 11.8 | 1.8 | 0.6 | 0.9 | 17.6 |
| Carreira | Carreira | 74 | 32 | 26.7 | .639 | .178 | .716 | 9.4  | 1.3 | 0.5 | 0.6 | 13.6 |

Fonte:

## Títulos e Homenagens
- NBA:
  - 3x NBA All-Star: 2020, 2021, 2023
  - 2x All-NBA Team:
    - Terceiro Time: 2023, 2024

  - 3x Líder em rebotes por jogo: 2023, 2024, 2025[69]